# Affaire Fiona
L’affaire Fiona est une affaire de maltraitance sur mineure survenue en France à Clermont-Ferrand (Puy-de-Dôme) en 2013 et ayant entraîné la mort d'une enfant âgée de 5 ans.
À l'issue d'un quatrième procès en décembre 2020 à Lyon, la mère Cécile Bourgeon et son concubin Berkane Makhlouf sont condamnés respectivement à 20 ans et 18 ans de réclusion.

## Contexte
Cécile Bourgeon, la mère de Fiona, a une enfance mouvementée : divorce de ses parents alors qu'elle a cinq ans, parcours scolaire moyen. Avec son compagnon Nicolas Chafoulais, le père de Fiona et Eva, elle sombre dans la toxicomanie. 
Après sa rupture en 2011 avec Nicolas Chafoulais, Cécile Bourgeon poursuit une vie désordonnée, entre dépendance et liaisons sentimentales sans lendemain. Elle est victime de viol par Adel Souissi le 5 mai 2012, soit un an avant la disparition de la fillette. Elle aurait, d'après ses avocats, « sombré après ce viol, notamment dans une toxicomanie pathologique » (héroïne, cocaïne et haschich). 
C'est après cet épisode, qu'elle se met en couple avec Berkane Makhlouf, un homme au parcours désordonné, décrit par des témoins comme violent, pervers et paranoïaque. Ce dernier, né d'un père algérien mort dans sa jeunesse, est originaire de Nevers (Nièvre). Il grandit au sein d'une famille nombreuse et sa mère est malade et dépassée, ce qui conduit Berkane à être accueilli en foyer d'accueil puis à se retrouver à la rue. Il vit de trafic de drogue. Connu des services de police pour des faits de violence et d'usage de drogues, il est surnommé « poubelle à drogues » à Clermont-Ferrand. Il est également connu pour être jaloux et possessif. Il a avec Cécile Bourgeon un garçon prénommé Bilal, né en août 2013, avant leur interpellation.

## Déroulement des faits

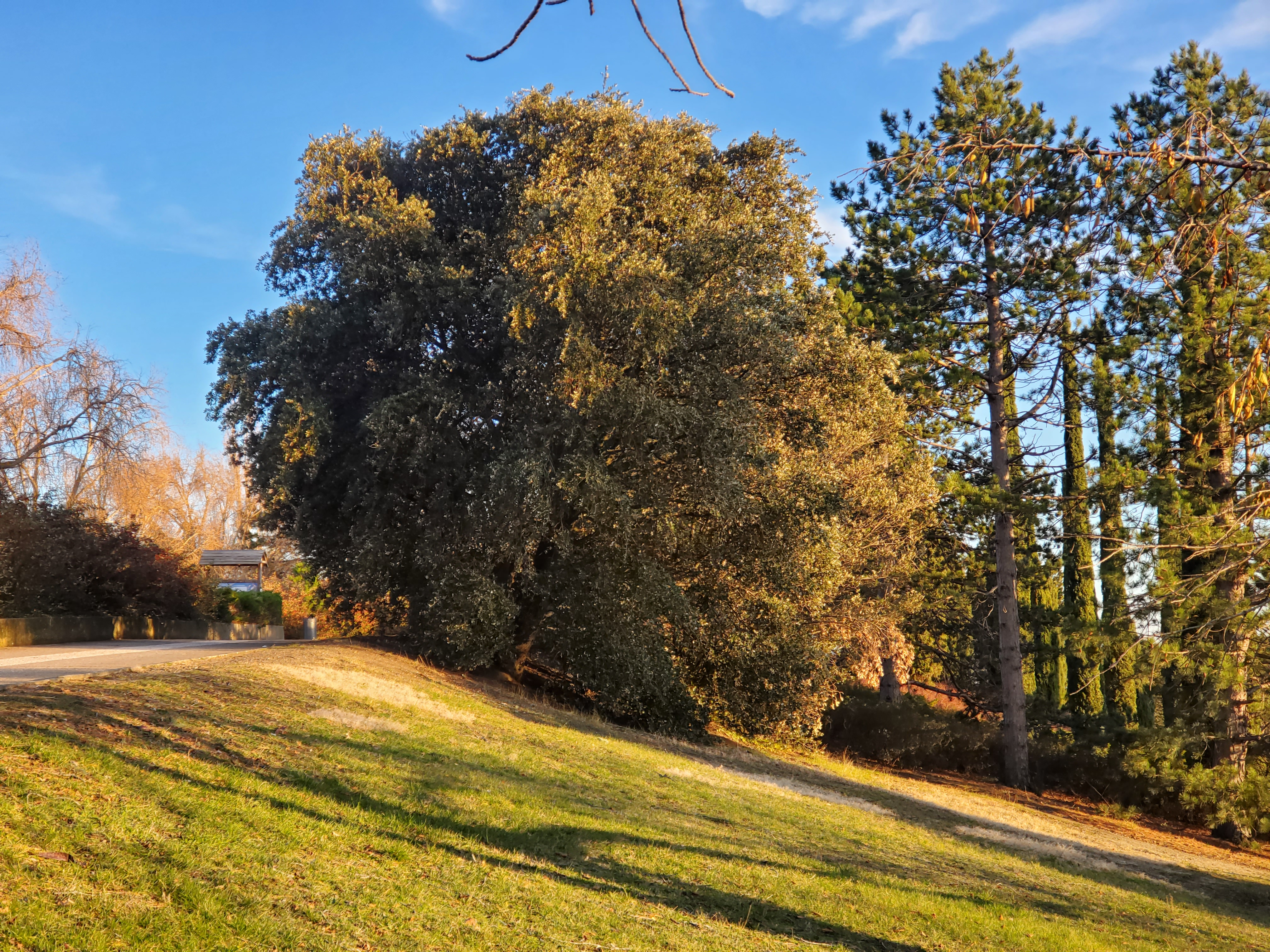
Parc Monjuzet où la mère de Fiona aurait perdu sa fille.

Fiona, la fillette âgée de cinq ans, est déclarée perdue dans un parc de la ville, le 12 mai 2013, par sa mère à Clermont-Ferrand. Cécile Bourgeon et son compagnon font ensuite croire à la télévision à un enlèvement, avant d'avouer quatre mois plus tard que l'enfant a été battue à mort avant d'être enterrée. Le corps de la fillette n'a pas été retrouvé, les accusés ne se rappelant plus le lieu d'inhumation et certains témoins ayant vu Berkane jeter un grand sac-poubelle dans le local à poubelles.
D'après les déclarations de sa mère, Fiona est prise de nausées, vomissements et de douleurs abdominales la veille de sa mort. L'experte-légiste venue témoigner au procès privilégie l’hypothèse d’une mort consécutive à un traumatisme de l’abdomen, deuxième cause de mortalité dans les cas de maltraitance chez les enfants. Sans toutefois s'avancer fermement sur les causes exactes de la mort, elle confirme que « l'enfant était victime de maltraitances ».

## Procès

### Première instance
Lors d'un premier procès ayant eu lieu le 26 novembre 2016, Cécile Bourgeon est acquittée sur le fond mais est condamnée à cinq ans de prison pour non-assistance à personne en danger, modification d'une scène de crime et dénonciation mensongère de crime. Son compagnon Berkane Makhlouf est condamné à 20 ans de réclusion pour violences volontaires ayant entraîné la mort sans intention de la donner et non-assistance à personne en danger. Le parquet interjette appel.

### Deuxième et troisième procès en appel
Le 13 octobre 2017, Me Khanifar, l'avocat de Berkane Makhlouf, est accusé de subornation de témoin par l'avocate Marie Grimaud qui représente en partie civile l'association Innocence en danger. Me Portejoie, l'avocat de Cécile Bourgeon, et Me Khanifar, décident de quitter l'audience. Ce deuxième procès est interrompu et les magistrats prononcent un renvoi du procès en appel pour janvier 2018, après une demande formulée par la défense.
Le 11 février 2018, Cécile Bourgeon et son compagnon Berkane Makhlouf sont tous deux condamnés à 20 ans de réclusion criminelle en appel. Ils sont reconnus coupables de violences volontaires ayant entraîné la mort sans intention de la donner sur mineur de moins de 15 ans, en réunion, et par ascendant pour Cécile Bourgeon, par personne disposant de l'autorité parentale pour Berkane Makhlouf.
Le père de Fiona, Nicolas Chafoulais, exprime son soulagement devant cette décision de justice.

### Pourvoi en cassation
La mère de la fillette défunte et Berkane Makhlouf se pourvoient en cassation. À la suite d'une requête en inscription de faux déposée par deux associations de la partie civile, le pourvoi est renvoyé en février 2019. Le pourvoi de la défense critiquait de possibles relations amicales entre le juge et les parties civiles, pouvant mettre en danger son impartialité, ainsi que le fait que, selon les procès-verbaux d'audience, la défense n'avait pas eu la parole en dernier lors d'une demande de renvoi et que le juge n'avait par la suite pas motivé le refus du renvoi ; les parties civiles quant à elles contestaient la véracité des procès-verbaux utilisés, d'où leur requête en faux
. L'enjeu de ce pourvoi étant que si la condamnation en appel était cassée, c'est la condamnation en première instance, plus légère et déjà purgée, qui s'appliquerait à la mère, signifiant sa libération immédiate, pour comparaitre à un nouveau procès.
Le 20 février 2019, la Cour de cassation annule la condamnation de Cécile Bourgeon, qui comparait libre pour son quatrième procès, ayant déjà purgé la peine prononcée en première instance.

### Quatrième procès
Le quatrième procès est repoussé à de multiples reprises.
Initialement prévu en janvier 2020 à la Cour d'assises du Rhône à Lyon, il est reporté une première fois du fait de l'accouchement imminent de Cécile Bourgeon. En effet, elle a eu un quatrième enfant en février 2020 avec un ancien détenu avec qui elle correspondait pendant sa détention.
Le procès est alors reporté à fin mai 2020, mais il est de nouveau reporté à la suite du confinement décidé à cause de la pandémie de Covid-19 en France.
Ce quatrième procès se tient finalement du 1er au 16 décembre 2020,, où la Cour d'assises condamne Cécile Bourgeon à 20 ans de prison et Berkane Makhlouf à 18 ans de prison. Le pourvoi entrepris contre cette condamnation est déclaré non-admis par la Cour de cassation, rendant définitive la culpabilité et les peines prononcées.

## Documentaires télévisés
- « Où est passée la petite Fiona ? » (premier reportage) dans « ... à Clermont-Ferrand » le 3 mars 2014 dans Crimes sur NRJ 12.
- « L'affaire de la petite Fiona : la mère au double visage » (premier reportage) le 28 octobre 2017 dans Chroniques criminelles sur TFX.
- « Affaire Fiona : les mensonges de la mère » le 15 janvier 2020 dans Enquêtes criminelles : le magazine des faits divers sur W9.
- « Affaire Fiona, calvaire à huis clos » le 4 février 2023 dans Au bout de l'enquête, la fin du crime parfait ? sur France 2.

## Émission radiophonique
- « L'affaire Fiona » le 8 novembre 2016, « Affaire Fiona : le procès inachevé » le 28 novembre 2016 et « Fiona : le dernier procès ? » le 12 février 2018 dans L'Heure du crime de Jacques Pradel sur RTL.
- "L'affaire de la petite Fiona", le 23 novembre 2020, dans L'Heure du crime de Jean-Alphonse Richard sur RTL.

## Littérature
- Dalie Farah, Retrouver Fiona, Paris, Éditions Grasset, 2023, 288 p.  (ISBN 978-2-7547-3596-4).